# Eduard Johnson
Wilhelm August Eduard Johnson (* 16. Februar 1840 in Freiberg; † 7. September 1903 bei Sachsgrün, heute Gemeinde Triebel/Vogtl.) war ein deutscher Altphilologe, Journalist und Heimatforscher. Er verwendete die Pseudonyme E. Joannides und Georg Capellanus.

## Leben

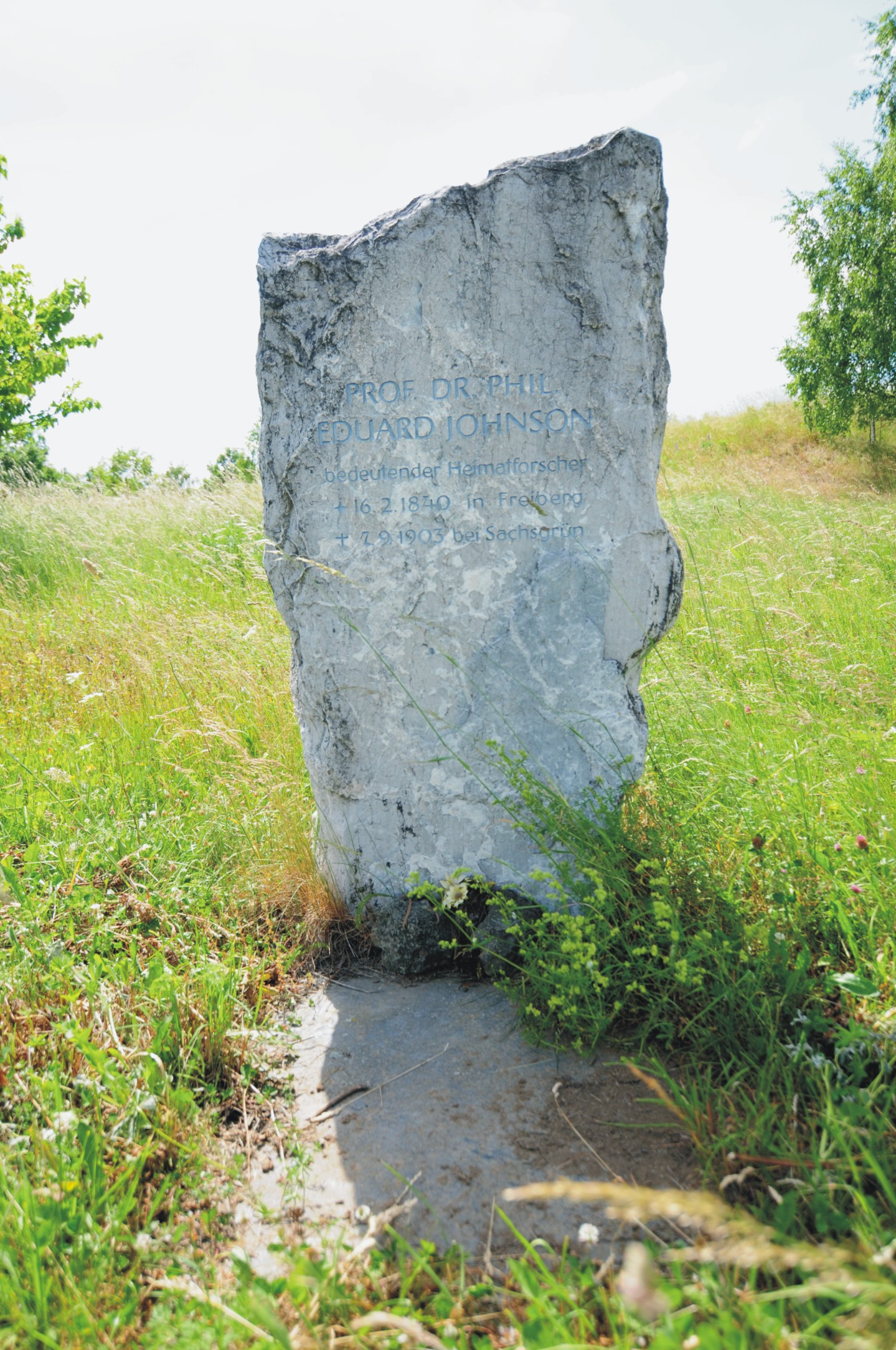
Gedenkstein für Eduard Johnson bei Sachsgrün im ehemaligen Grenzgebiet

Nach Besuch der Knabenschule und ab 1853 des städtischen Gymnasiums seiner Vaterstadt, studierte er in Leipzig Philosophie und Philologie mit dem Ziel, Lehrer an einer höheren Schule zu werden. 1864 kam er dann – nach bestandener Staatsprüfung und Promotion zum Doktor der Philosophie – an das Plauener Gymnasium, um hier sein Probejahr zu absolvieren. Er unterrichtete Latein, Griechisch, Deutsch und Geschichte und erhielt dort 1865 eine feste Anstellung.
Neben dem Unterricht publizierte er philosophische Arbeiten zum Problem des Sensualismus und beschäftigte sich intensiv mit der Geschichte des Vogtlandes. Auch nach seiner Versetzung an das Chemnitzer Gymnasium 1881 nutzte er immer wieder unterrichtsfreie Zeiten zu Exkursionen dorthin. Als Historiker publizierte er u. a. mehrere Beiträge zur Geschichte von Einzelpersonen und Burganlagen im Vogtland sowie zwischen 1896 und 1903 mehr als die 162 nummerierten Artikel unter dem Titel Vogtländische Altertümer.
Johnson beschäftigte aber auch der schwindende Einfluss der griechischen und lateinischen Sprache. Er veröffentlichte pseudonym zwei Bücher mit Redewendungen und Vokabeln des täglichen Gebrauchs, um zum aktiven Gebrauch dieser „toten“ Sprachen im Alltag zu ermuntern.
Eine weitere Leidenschaft Johnsons war der Journalismus. So redigierte er zunächst nebenberuflich das Vogtländische Anzeiger und Tageblatt, bevor er 1895 seinen Lehrerberuf aufgab, um als hauptamtlicher Schriftleiter bei der damals verbreitetsten Tageszeitung des Vogtlandes tätig zu werden.
Eduard Johnson starb an den Folgen eines Herzanfalls auf einer Exkursion am Fuchspöhl westlich des Dorfes Sachsgrün. Dort wurden ein Gedenkstein und eine Informationstafel aufgestellt.

## Werke
- E. Joannides: Sprechen Sie Attisch? Moderne Conversation in altgriechischer Umgangssprache nach den besten attischen Autoren. Koch, Leipzig 1889, archive.org. Zweite [laut Vorwort um „manche Zusätze“ ergänzte] Auflage Koch, Dresden und Leipzig 1902.
  - Neuausgabe besorgt von Helmut Schareika:  Sprechen Sie Attisch? Moderne Konversation in altgriechischer Umgangssprache, Buske, Hamburg 2012, ISBN 978-3875486377
- Georg Capellanus: Sprechen Sie Lateinisch? Moderne Konversation in lateinischer Sprache. Koch, Leipzig 1890. 17. Auflage: Dümmler, Bonn 1999, ISBN 978-3-427-47056-4. Digitalisat
  - Kurt Tucholsky: Rezension. In: Vossische Zeitung, 23. Juni 1925
- Eduard Johnson: Geschichtliches über Burgstein im Vogtland und seine Umgebung. Wieprecht, Plauen 1897. Reprint: Vogtländischer Heimatverlag Neupert, Plauen 1990, ISBN 3-929039-03-6.
- Eduard Johnson: Zur Lebensgeschichte des Kabinettsministers Detlev Grafen Einsiedel. In: Neues Archiv für sächsische Geschichte. Band 12, 1891, S. 175–177; Textarchiv – Internet Archive.
- E. Johnson: Urkundliches über den ersten Kartoffel-Feldbau in Sachsen. In: Neues Archiv für sächsische Geschichte. Band 23, 1902, S. 150–155; Textarchiv – Internet Archive.